# Microrégion du littoral sud de Paraíba
La microrégion du littoral sud du Paraíba est l'une des quatre microrégions qui subdivisent la zone de la forêt du Paraíba de l'État du Paraíba au Brésil.
Elle comporte 4 municipalités qui regroupaient 102 988 habitants en 2006 pour une superficie totale de 1 043 km2 .

## Municipalités[1]
- Alhandra
- Caaporã
- Pedras de Fogo
- Pitimbu